# Javorník (Hodoníni járás)
Javorník (németül: Jawornik) község Csehországban, Hodoníni járásban. Javorník Nová Lhota, Kuželov és Velká nad Veličkou településekkel határos. Lakosainak száma 661 fő (2024. január 1.).

## Népesség
A település lakosságának változását az alábbi diagram mutatja:
| Lakosok száma | 965  | 1036 | 940  | 874  | 909  | 716  | 716  | 698  | 668  | 661  |
|               | 1869 | 1890 | 1921 | 1950 | 1980 | 2001 | 2017 | 2019 | 2022 | 2024 |